# فاحل
```
فاحل
 إحدى بلدات جبل الحلو الرائعة، تتبع إدارياً 
لمحافظة حمص
 في 
سورية
.
[
2
]
```

تقع إلى الشمال الغربي من حمص على مسافة 38 كم، وإلى الجنوب الغربي من حماة.
تبعد البلدة:
24 كم عن مصياف (شمال).
8 كم عن شين (جنوباً).
38 كم عن حمص (جنوب شرق).
وعن مشتى الحلو حوالي 14 كيلو متر
69 كم عن طرطوس (غرب).
عدد السكان المقيمين في القرية حوالي 18,000 نسمة، ويوجد عدد قد يفوق هذا ممن يقيم خارج القرية في المدن الرئيسة في سوريا أو في بلدان الاغتراب.
تجاورها قرى رباح والقبو جنوباً وكفرام ومريمين شمالاً والشنية وقرى سهل الحولة شرقاً، ويجاورها جبل ضهر القصير وهو محمية طبيعية ووجهة سياحية خلابة غرباً.
```
تعرف البلدة بزراعة التفاح والزيتون، كما وتنتج الكثير من المزروعات الأخرى.
```

عرفت البلدة قديماً بإنتاج التين الذي كان يسمى باسمها (التين الفاحلي) إلى درجة انه كان يعتبر نوعاً مميزاً من أنواع التين.
تتميز البلدة بجمال ساحر تعرف به معظم قرى جبل الحلو حيث الطبيعة الجبلية الخلابة والأشجار المثمرة والينابيع العذبة المنتشرة في أكثر من مكان.
يمر في البلدة نهر فاحل الصغير الذي ينبع من الجبال غرب القرية ويصب في بحيرة سد الرستن وهو شديد الغزارة في الشتاء ضعيف في الصيف.
البلدة على شكل وادي تحيط به الجبال من جميع الجهات وتخترقها فتحة بعرض عشرات الأمتار باتجاه الشرق يمر منها الطريق الرئيس للقرية الذي يربطها بمدينة حمص، ترتفع عن سطح البحر ما بين 500 م في الوادي إلى 1000 م تقريباً في أعلى قمة فيها، مناخها معتدل إلى حار صيفاً وبارد ممطر مع كميات لا بأس بها من الثلوج شتاءً، معدل الأمطار بحدود 1000 ملم.
```
اقتباس من موقع eHoms:
```

«إلى الشمال الغربي من محافظة «حمص» وعلى بعد /45/كم عنها، ترتاح قرية «فاحل» في وادي طولاني تلفه المرتفعات الجبلية من جميع الاتجاهات، حيث تتدرج هذه المرتفعات بالانخفاض باتجاه الشرق ومن هذه الجهة يخترقها الطريق الوحيد الذي يربط القرية بمدينة «حمص» والقرى الشرقية».
«فاحل» كلمة سريانية أصلها من الشدة والفحولة. تبلغ مساحة القرية 1260 هكتار بتعداد سكاني قوامه 18600 نسمة وتتمتع هذه القرية بواقع خدمي جيد مقارنةً بالقرى المجاورة حيث يوجد فيها مدرستان ابتدائيتان ومدرسة ثانوية إضافة إلى مركز ثقافي وإرشادية زراعية ومركز صحي ومركزي هاتف وبريد ومؤسسة استهلاكية وهي مخدمة بشبكة طرق معبدة بطول /16/كم وبلغت نسبة تنفيذ المشاريع حتى تاريخه ضمن المخطط التنظيمي نسبة 100% حتى تاريخه».
«فاحل» قرية ذات طبيعة جبلية يتراوح ارتفاع جبالها من 850-1100 م عند قمة ظهر «القصير» وتشتهر القرية بزراعة التفاح والزيتون والكرمة والتين إضافة إلى وجود زراعات متممة كالقمح والشعير وزراعة الخضروات الصيفية منها والشتوية، حيث تبلغ المساحة المزروعة بغراس التفاح حوالي5580 دونم بتعداد غراس 223200 غرسة أما المساحة المزروعة بالزيتون فتبلغ 4100 دونم بعدد غراس قدره 98400 غرسة ويقدر إنتاج التفاح بحوالي العشرين ألف طن سنوياً أما الزيتون يقدر بحوالي سبعة آلاف طن سنوياً، وتمتاز القرية بمناخ معتدل صيفاً بارد شتاءً حيث تتساقط الثلوج في شهري 
كانون الثاني وشباط وتبلغ كمية الهطول المطري حوالي 1000 ملم».
تشهد القرية نهضة عمرانية وزراعية وتعليمية وهو ما نلاحظه في انتشار الأبنية الاسمنتية وزوال البيوت القديمة التي كانت تبنى من الطوب والحجارة والخشب وكذلك دخول المكننة الزراعية من تراكتورات حديثة ذات حجم متوسط قادرة على السير في أكثر الطرق وعورة وأشدها قسوة مما انعكس على راحة الفلاح الذي كان يضطر إلى نقل التفاح على ظهر البغال حوالي الكيلو متر أو أكثر في مناطق أخرى من حقول القرية وتعتبر القرية من قرى «حمص» ذات الحصة 
التعليمية المرتفعة حيث تبلغ نسبة التعليم فيها حوالي 95%. يتوسط القرية مبنى قديم يعود إلى عهد الاقطاعيين وهو يضم حالياً المركز الثقافي للقرية إضافة إلى العديد من الخرب المنتشرة في القسم الشرقي من القرية المسمى «أيدورية»».
توجد في القرية العديد من ينابيع الماء العذبة الدائمة الجريان كـ«عين العيون» و«عين الشرشار» و«عين الفسقين» و«عين الضيعة»، والزائر لهذه القرية يستطيع أن يتلمس طيبة أهلها وحسن معاشرتهم وكرمهم ولكن على الرغم من جمال هذه القرية وسحر طبيعتها الجبلية إلا أنها تفتقر إلى الرعاية السياحية التي يمكن أن تجعلها مقصداً هاماً للسياح والمصطافين.
انتهى الاقتباس.
مجزرة قرية فاحل:في حصيلة غير نهائية لمجزرة فاحل.. مقتل 15 شخصا بينهم ضباط في قوات النظام السابق